# Kazimierz Aleksandrowicz
Kazimierz Aleksandrowicz ps. Huragan (ur. 3 kwietnia 1915 w Warce, zm. 20 października 1982  w Radomiu) – członek Służby Zwycięstwu Polski, dowódca grupy sabotażowo-dywersyjnej Organizacji Wojskowej PPS i Socjalistycznej Organizacji Bojowej, dowódca partyzancki Armii Krajowej w Radomskiem.

## Życiorys

### Młodość i udział w kampanii wrześniowej
Był synem Jana Aleksandrowicza i Natalii z domu Kubryn. Uczył się w szkole powszechnej w Warce. W 1929 r. przeniósł się do Warszawy, gdzie podjął pracę w firmie swojego wujka, Zakładzie Mechaniki Precyzyjnej. Jednocześnie uczęszczał na Kursy Maturalne im. Marcina Konopnickiego, na których w 1936 r. zdał maturę. Następnie zamieszkał w Radomiu, gdzie zatrudnił się na kilka miesięcy jako wykwalifikowany pracownik techniczny w Państwowej Fabryce Broni. W lutym 1937 r. dostał powołanie do wojska do 11 zmotoryzowanego dywizjonu artylerii przeciwlotniczej. Brał udział w wojnie obronnej 1939 r. w jego szeregach jako podchorąży na stanowisku dowódcy kolumny samochodowej. Wraz z częścią dywizjonu został skierowany do Stężycy koło Dęblina w celu obrony przepraw przez Wisłę; podczas walk został ranny.

### Konspiracja
Po klęsce wrześniowej przebywał początkowo u siostry we wsi Ruda Talubska pod Garwolinem, gdzie m.in. gromadził i ukrywał broń polskich żołnierzy. Na przełomie października i listopada powrócił do Radomia i zgłosił się do uruchomionej przez Niemców Fabryki Broni. W listopadzie rozpoczął działalność konspiracyjną w ramach SZP. Po pewnym czasie związał się też z pracującymi w zakładzie działaczami socjalistycznymi. Stanął na czele grupy dywersyjno-sabotażowej powołanej przez komendanta radomskiej Organizacji Wojskowej PPS Wiktora Jaworskiego ps. „Kwadrat”. Jej zadaniem było organizowanie akcji zdobywania broni i niszczenia niemieckiego sprzętu wojskowego. Prowadzono czynny sabotaż w zakładach zbrojeniowych w Radomiu, Pionkach i Skarżysku-Kamiennej. W marcu 1940 r. podczas jednej z akcji K. Aleksandrowicz został ranny. Dopiero w październiku 1943 r. został zdekonspirowany, w związku z czym został zmuszony do przedostania się do lasów Puszczy Kozienickiej. Tam sformował oddział partyzancki podporządkowany Socjalistycznej Organizacji Bojowej, a tym samym AK. Doszedł on do liczby ok. 200 ludzi, w jego skład wchodzili też Rosjanie, Austriacy, Francuzi, Gruzini, Włosi, którzy zbiegli z oflagów oraz Żydzi, chroniący się po lasach przed eksterminacją. Zgrupowanie prowadziło ożywioną walkę z Niemcami, podczas której stoczono wiele potyczek i bitew, m.in.:
- 26 maja 1944 r. w okolicy Pionek zaatakowano niemiecki transport wojskowy, w wyniku czego zniszczono 3 samochody ciężarowe,
- 8 czerwca pod Skaryszewem zaatakowano pojazd konwojowany przez SS-manów; zginęło 8 Niemców, zdobyto broń i amunicję,
- 11 czerwca wspólnie z oddziałem BCh Józefa Abramczyka rozbito w majątku w Policznej oddział SS-manów i własowców; uwolniono jeńców sowieckich, ujęto 2 wyższych funkcjonariuszy dystryktu radomskiego Reinholda Bergera i Karla Jordana, zdobyto broń i żywność,
- w lipcu pod Garbatką wysadzono w powietrze wojskowy pociąg towarowy.

### Udział w akcji „Burza”
Od przełomu lipca i sierpnia 1944 oddział K. Aleksandrowicza brał udział w akcji „Burza” na terenie Okręgu Radomsko-Kieleckiego AK jako 3. kompania 72. pułku piechoty AK. Działał w lasach przysuskich i koneckich, gdzie przeprowadził wiele akcji przeciwko Niemcom. W końcu sierpnia i we wrześniu starł się oddziałem Wehrmachtu i własowców w rejonie wsi Ciechostowice koło Szydłowca. Następnie wspólnie z oddziałem Antoniego Hedy ps. „Szary” Aleksandrowicz zaatakował niemiecki posterunek przy stacji kolejowej w Rykoszynie. Walczył 11 września pod wsią Krasna, gdzie odniósł sukces w starciu z oddziałem Wehrmachtu (kilkunastu zabitych i 13 jeńców) i 19 września pod wsią Siewce, zabijając ok. 40 żołnierzy wroga. W końcu września obozował pod Zakrzowem. Tam doszło 27 września do ostatniej jego bitwy z Niemcami wspieranymi lotnictwem, artylerią i czołgami. Po całodziennej bitwie Niemcy wycofali się, tracąc ok. 100 zabitych i rannych. Wobec ogromnej przewagi wroga otrzymał rozkaz demobilizacji swojego oddziału.

### Okres powojenny
W styczniu 1945 r. powrócił do wyzwolonego Radomia. 12 marca został aresztowany przez UB, ale po 2 miesiącach wypuszczono go na wolność w wyniku osobistej interwencji premiera Rządu Tymczasowego, Edwarda Osóbki-Morawskiego. Następnie wyjechał do Koszalina, a potem do Szczecina, gdzie podjął pracę w PKS-ie, dochodząc do stanowiska naczelnika PKS Pomorza Zachodniego. Jednocześnie organizował tam struktury PPS i Towarzystwa Uniwersytetów Robotniczych. Ze względów zdrowotnych w końcu 1947 r. ponownie zamieszkał w Radomiu. Po kilkumiesięcznym leczeniu pracował w latach 1948-1953 w różnych radomskich przedsiębiorstwach budowlanych, Spółdzielni Pracy Zegarmistrzów i Metalowców, wreszcie założył własny warsztat ślusarski. W 1971 r. przeszedł na rentę inwalidy wojskowego. Zmarł w Radomiu 20 października 1982 r. i pochowano go w rodzinnym grobowcu na miejscowym cmentarzu.

## Odznaczenia
- Krzyż Złoty Orderu Virtuti Militari
- Krzyż Srebrny Orderu Virtuti Militari - legitymacja nr. 13020[1]
- Krzyż Kawalerski Orderu Odrodzenia Polski
- Krzyż Walecznych
- Złoty Krzyż Zasługi z Mieczami
- Złoty Krzyż Zasługi
- Srebrny Krzyż Zasługi
- Krzyż Partyzancki
- Medal za Warszawę 1939–1945
- Medal Zwycięstwa i Wolności 1945

i inne